# Джеймс Тисо
Джеймс Тисо (на френски: James Tissot) е френски художник, работил дълго време във Великобритания.

## Биография
Роден е на 15 октомври 1836 година в Нант като Жак-Жозеф Тисо в семейство на заможен търговец на платове. 
През 1857 година заминава да учи рисуване в Париж. Завършва Парижката школа за изящни изкуства, където е ученик на Жан Огюст Доминик Енгър (Енгр) и на Иполит Фландрен. Малко по-късно започва да излага, главно картини с исторически сюжети.
През 1871 година се установява в Лондон. Рисува предимно библейски сцени, както и такива свързани с живота на висшето общество.
Джеймс Тисо умира на 8 август 1902 година в Шенсе Бюйон.

## Галерия

### Библейски сцени
- Превземането на Йерихон с Кивота, между 1896 и 1902 г.
- Смъртта на Аарон, между 1896 и 1902 г.
- Соломоновият съд, между 1896 и 1902 г.
- Бягството на затворниците, между 1896 и 1902 г.

### Светски сюжети
- Криеница, 1877 г.
- Балът, 1880 г.
- Октомври, 1877 г.
- Хризантеми, 1875 г.
- Почивен ден, 1876 г.
- Площадката за разходки на кралския кораб 'Калкута' (Портсмут), 1877 г.
- Темза, 1867 г.
- Японка в банята, 1864 г.
- Парижанките – Любителката на цирка, 1885 г.
- Млади дами разглеждат предмети от Япония, 1869 г.
- Дама с амбиции, 1885 г.